# Shetlandeilanden

Kaart van de Shetlandeilanden

De Shetlandeilanden (Schots-Gaelisch: Sealtainn, Engels en Schots: Shetland of Shetland Islands, Norn: Hjaltland, ouder Engels: Zetland, in het Nederlands vroeger Hitland) vormen een archipel in de Atlantische Oceaan, ten noordoosten van het vasteland van Schotland. De Shetlandeilanden vormen een van de raadsgebieden (council areas) en lieutenancy areas van Schotland. De oppervlakte bedraagt in totaal 1468 km², de hoofdplaats is Lerwick en het raadsgebied heeft 22.990 inwoners (2017).  In 2022 telde het gebied 23.020 inwoners.
De Shetlandeilanden werden bekend om de grote kolonies van zeevogels. Onder andere papegaaiduikers en noordse stormvogels broedden er in groten getale. Echter, eind twintigste eeuw zette een ommekeer in en werden deze aantallen steeds kleiner. Werden in het jaar 2000 nog zo'n 33000 papegaaiduikers geteld, in 2017 waren het er nog maar 570. Deze vermindering in aantallen vond ook plaats bij andere vogelsoorten.
De Shetlandeilanden zijn ook bekend om de shetlandpony's.

## Geografie
De eilandengroep ligt op dezelfde breedtegraad (60° NB) als de zuidpunt van Groenland, Kaap Vaarwel. Ze liggen 80 km ten noordoosten van de Orkneyeilanden en 170 km ten noordoosten van het Schotse vasteland. De Shetlands zijn 300 km ten westen van de Noorse kust gelegen en 320 km ten zuidoosten van de Faeröer.
De archipel bestaat uit ongeveer 100 eilanden. Hiervan zijn er vijftien bewoond. Het belangrijkste eiland is Mainland (17.750 inwoners). Ten oosten van Mainland liggen Whalsay (1061 inwoners) en Bressay (368 inwoners). Ten noorden van Mainland liggen de eilanden Yell (ca. 960 inwoners), Fetlar (61 inwoners) en Unst (632 inwoners).
De andere bewoonde eilanden zijn:
- Burra
- Foula (30 inwoners)
- Muckle Roe (130 inwoners)
- Papa Stour
- Trondra
- Vaila

Naast de eilanden in de Shetlandgroep vallen ook Fair Isle, een eiland 40 km ten zuiden van Mainland, en Housay en Bruray in de Out Skerries in het oosten onder de Shetlandeilanden.
De drie belangrijkste nederzettingen zijn:
- Lerwick, 6.760 inwoners (2020)
- Scalloway, voor 1708 de hoofdplaats van Shetland, 1.170 inwoners (2022)
- Brae, 750 inwoners (2022)

Het noordelijkste punt van de eilanden, en van het Verenigd Koninkrijk zijn de rotsen van Out Stack, 1,7 km ten noorden van het noordelijkste punt van Unst. Het meest noordelijke bewoonde punt van de Britse Eilanden was geruime tijd het enkele honderden meters zuidelijker gelegen eiland Muckle Flugga, tot de Muckle Flugga Lighthouse werd geautomatiseerd en er geen bewoners meer op het eiland achterbleven.

## Klimaat
De Shetlandeilanden kennen een subarctisch zeeklimaat (op de grens tussen Cfb en Cfc volgens het systeem van Köppen). De winters zijn er relatief zacht, maar de zomers zeer koel. De temperatuur op de eilanden wordt positief beïnvloed door de Noord-Atlantische stroom.
| Maand                  | jan   | feb   | mrt   | apr  | mei  | jun  | jul  | aug  | sep   | okt   | nov   | dec   | Jaar    |
| ---------------------- | ----- | ----- | ----- | ---- | ---- | ---- | ---- | ---- | ----- | ----- | ----- | ----- | ------- |
| Gemiddeld maximum (°C) | 5,6   | 5,4   | 6,3   | 7,7  | 10,2 | 12,2 | 13,9 | 14,2 | 12,4  | 10,1  | 7,6   | 6,2   | 9,3     |
| Gemiddeld minimum (°C) | 1,5   | 1,4   | 1,9   | 2,9  | 5,2  | 7,4  | 9,4  | 9,8  | 8,2   | 6,2   | 3,6   | 2,0   | 5,0     |
|                        |       |       |       |      |      |      |      |      |       |       |       |       |         |
| Neerslag (mm)          | 135,4 | 107,8 | 122,3 | 74,2 | 53,6 | 58,6 | 58,5 | 78,3 | 115,3 | 131,9 | 152,4 | 150,0 | 1.238,1 |
| Bron: Metoffice.gov.uk |       |       |       |      |      |      |      |      |       |       |       |       |         |

## Economie
Traditioneel werd op de Shetlandeilanden geleefd van landbouw en visvangst.
De belangrijkste vorm van landbouw is gekoppeld aan de schapenteelt, en de hieruit voortvloeiende wol- en vleesproductie. Het typische Shetlandschaap is een gedomesticeerd schapenras (Ovis orientalis aries) verwant met andere Noord-Europese schapenrassen met korte staart (Ovis cauda brevi). Shetlandschapen zijn klein en groeien langzamer dan sommige commerciële rassen, maar ze zijn winterhard, zuinig, lammen makkelijk, passen zich goed overal aan en zijn langlevend. Het Shetlandras heeft eeuwenlang overleefd in moeilijke omstandigheden en op een slecht dieet, maar ze gedijen in betere omstandigheden. Shetlandschapen behielden en behouden veel van hun primitieve overlevingsinstincten, waardoor ze makkelijker te verzorgen zijn dan veel moderne rassen. Om inteelt te voorkomen, bestaat sinds 1927 de Shetland Flock Book Society, die het kwalitatief voortbestaan van het ras bewaakt door optimale kruising. Er worden circa 70.000 tot 80.000 schapen op de Shetlands gehouden.
Het land is volgens standaard Schotse gewoonten opgedeeld in croften, kleine omheinde landbouwpercelen. De landbouwers doen aan crofting.  Naast de eigen croft van een paar hectare bouwland waarop de schapen gericht conserverend grazen, hebben crofters het recht om schapen te laten grazen op de "scattald", of gemeenschappelijke graasgebieden, veelal heuvelgrond van lagere, schralere landbouwkundige waarde.
Het Shetlandschapenras produceert zeer fijne, zachte wol die door de eilandarbeiders wordt gesponnen en gebreid in de kenmerkende kleurpatronen die bekend staan als Shetland en Fair Isle, naar het gelijknamige eiland van de Shetlands.  Bij Shetlandschapen worden elf natuurlijke hoofdkleuren of tinten erkend die vervolgens gebruikt kunnen worden voor gekleurde wolproductie en in voornoemde breipatronen.
Naast landbouw en dus vooral schapenteelt is ook vissen altijd belangrijk geweest, en crofters vissen om hun dieet of hun inkomen aan te vullen. De haringvisserij op Lerwick is sinds het midden van de 20e eeuw afgenomen en de visserij op andere soorten won aan belang.
De beperkte economische perspectieven zorgden jarenlang voor een ontvolking van de eilanden. Deze ontvolking werd pas getemperd in de jaren zeventig toen een grote olieterminal werd gebouwd bij de Sullom Voe, op een schiereiland in het noorden van Mainland. Pijpleidingen strekken zich uit van de Noordzeevelden naar dat depot, dat wordt benaderd door tankers met behulp van het beschutte diepe water van de Yell Sound, de zeestraat tussen Mainland en Yell. Het leveren van goederen en diensten aan de olie-industrie werd de belangrijkste inkomensbron voor de Shetlanders. Aan de olie-industrie werd nadien ook de opslag en levering van gas toegevoegd na de vondst van de Schiehallion, Foinaven en Clair gasvelden in de Atlantische Oceaan ten westen van Shetland en afwerking van de 180 km lange West of Shetland pipeline die gas van die ontginningsvelden aanvoert naar de Sullom Voe terminal.

## Geschiedenis
Brochs en stenen cirkels zijn artefacten van prehistorische bewoning, vermoedelijk door Picten. In de 7e en 8e eeuw begonnen zendelingen uit Ierland of West-Schotland de bevolking te bekeren tot het christendom. In de 8e en 9e eeuw werd Shetland binnengevallen door Vikingen, die tot de 15e eeuw over de eilanden heersten. De belangrijkste taal van de eilanden tot de 18e eeuw was het Noors, afgeleid van het Oudnoors, en veel Noorse tradities overleven. In 1472 werden de Shetlandeilanden, evenals de Orkneyeilanden, onder koning Jacobus III ingelijfd door de Schotse kroon. De eilanden bleven evenwel hun eigen identiteit behouden, en maakten geen deel uit van de Schotse geschiedenis en gebruiken.